# Stefan Pułtorak
Stefan Pułtorak (ur. 1943 w Łucku) – polski aktor lalkarz.

## Życiorys
Stefan Pułtorak urodził się w Łucku w 1943 roku. Po wojnie rodzina została repatriowana do Opola. Po zdaniu egzaminu dojrzałości rozpoczął studia na wydziale aktorskim warszawskiej PWST, których nie ukończył. Został zatrudniony jako aktor lalkowy w Teatrze Ziemi Opolskiej. Pierwsze kroki stawiał pod opieką Alojzego Smolki. Praca polegała głównie na graniu w spektaklach teatru objazdowego. W 1964 roku uczestniczył w II Śląskim Festiwalu Teatrów Lalkowych w Opolu. Następnie został zatrudniony przez Henryka Ryla do zespołu Teatru Lalek Arlekin w Łodzi. W 1966 roku zdał egzamin eksternistyczny. Od 1970 roku był zatrudniony w Teatrze Lalka w Warszawie. W tym okresie został zaangażowany przez Telewizję Polską. Występował w roli Smoczka Teodora w programie Pora na Telesfora. Od 1973 roku aktor pracował w Teatrze Guliwer. W 1976 roku audycję telewizyjną Pora na Telesfora nagrodzono Złotym Ekranem. Pułtorak wstępował na różnych scenach z monodramami: Turniej (autorstwo Alfred Mieczkowski, Adam Kilian) oraz Papkinada. W 1977 ukazała się płyta ze słuchowiskiem muzycznym „Pora na Telesfora”. Realizacja wspólnie z Hubertem Antoszewskim Pory na Telesfora została przerwana w 1978 roku po śmierci autorki Wandy Szerewicz. Rodzina i spadkobiercy byli przeciwni dalszej produkcji.
Po odejściu z Teatru Guliwer w 1979 roku Stefan Pułtorak powrócił do współpracy z Telewizją Polską. Tworzył postać Zająca Poziomki w programie telewizyjnym dla młodej widowni Tik-Tak. Z czasem zaczęto emitować osobny program Przygody Zająca Poziomki. Pułtorak pojawiał się również w Wieczorynkach. Użyczył swego głosu w słuchowisku Zając Poziomka wśród piratów oraz na płycie z piosenkami zespołu Fasolki. W programie Domowe przedszkole wcielił się w postać Krasnala Hałabały. Aktor pozostawał aktywny w sensie artystycznym do końca lat 90., poza telewizją występując z własnymi przedstawieniami na terenie Polski. Następnie wyemigrował. Mieszka w Des Plaines, w stanie Illinois, w Stanach Zjednoczonych.

## Filmografia
- 1975–1976, 1982–1983 Pszczółka Maja jako Kornik (odc. 62)